# Pedicularis korolkowii
Pedicularis korolkowii är en snyltrotsväxtart som beskrevs av Eduard August von Regel. Pedicularis korolkowii ingår i släktet spiror, och familjen snyltrotsväxter. Inga underarter finns listade i Catalogue of Life.